# Occupazione giapponese delle Indie orientali olandesi
L'occupazione giapponese delle Indie orientali olandesi, nel contesto della seconda guerra mondiale, cominciò nel marzo 1942 e terminò alla fine del conflitto nel 1945. Questo periodo fu uno dei più critici e drammatici della storia dell'Indonesia. A causa dell'occupazione nazista del suo territorio nazionale, i Paesi Bassi non ebbero alcuna possibilità di difendere le proprie colonie contro l'offensiva giapponese, e in meno di tre mesi dopo il primo attacco nel territorio del Borneo, la marina giapponese, in concerto con l'esercito imperiale, ebbero la meglio sulle forze alleate.
Inizialmente la maggior parte della popolazione indonesiana salutò con favore l'arrivo delle forze giapponesi, considerandoli come dei liberatori dal giogo coloniale olandese; tuttavia questo stesso sentimento cambiò quando gli indonesiani vennero coinvolti nel sopperire allo sforzo bellico soprattutto con il lavoro forzato. Tra il 1944 e il 1945, le truppe alleate non giunsero immediatamente in territorio indonesiano, soprattutto non toccarono le sue regioni più popolose come Giava e Sumatra. Per questo motivo la maggior parte dell'Indonesia era ancora sotto l'occupazione dei giapponesi quando questi furono costretti alla resa nell'agosto 1945.
L'occupazione giapponese fu la prima seria sfida al dominio coloniale olandese e terminò con la sua fine, gettando le basi per mutamenti politici e sociali radicali che sfociarono subito dopo nel periodo storico della guerra d'indipendenza indonesiana. A differenza di quanto avevano fatto gli olandesi, l'esercito giapponese facilitò la politicizzazione della popolazione indonesiana, e, particolarmente nella zona di Giava e, in modo minore, a Sumatra, essi educarono, addestrarono e armarono molti giovani indonesiani dando nel contempo ai loro capi nazionali la possibilità di esprimersi e organizzarsi politicamente. Grazie all'eliminazione del dominio coloniale olandese e alle libertà politiche concesse, il periodo dell'occupazione giapponese dell'Indonesia creò le condizioni affinché, mentre l'Impero giapponese si arrendeva, in quegli stessi giorni la nazione indonesiana iniziò i primi passi per reclamare l'indipendenza del paese. Tuttavia, a guerra finita, gli olandesi cercarono di ripristinare il precedente ordine costituito, e solo dopo cinque lunghi e duri anni di lotta diplomatica, militare ma anche sociale, le autorità olandesi furono costrette a riconoscere l'indipendenza e la sovranità indonesiana nel dicembre del 1949.

## Premesse
Fino al 1942 l'Indonesia fu colonizzata dai Paesi Bassi ed il suo territorio era noto con il nome di Indie orientali olandesi. Nel 1929 i leader nazionalisti Sukarno e Mohammad Hatta avevano già preconizzato una guerra nel Pacifico e che un'avanzata giapponese sarebbe stata un'opportunità vantaggiosa per la causa indipendentista indonesiana. Dal canto loro i giapponesi iniziarono propagandisticamente a presentarsi come "la luce dell'Asia"; l'Impero giapponese era l'unica nazione asiatica che si era trasformata con successo in una società tecnologicamente avanzata e culturalmente moderna e, alla fine del XIX secolo rimase l'unico paese a restare indipendente in una regione, il sud-est asiatico nella quale la maggior parte delle altre nazioni erano finite sotto il dominio europeo o statunitense. A seguito della seconda guerra sino-giapponese, l'Impero giapponese rivolse la sua attenzione verso il sud est asiatico reclamando la cosiddetta sfera di co-prosperità della Grande Asia orientale, ovvero una sorta di zona commerciale sotto l'egida giapponese. Gradualmente l'Impero giapponese diffuse la propria influenza in tutto il continente asiatico tra la prima metà del XX secolo e tra gli anni venti e gli anni trenta stabilirono legami commerciali in tutte Indie orientali. Questi spaziavano dai piccoli negozi di città ai grandi centri commerciali e alle grandi industrie come la Suzuki e la Mitsubishi che iniziarono a investire nel commercio dello zucchero.
La popolazione giapponese raggiunse il proprio picco nel 1931 con 6.949 residenti, prima di registrare un graduale calo, soprattutto a causa delle tensioni economiche tra Giappone e governo coloniale delle Indie olandesi. Diversi funzionari e agenti giapponesi furono inviati in Indonesia per stabilire contatti con i nazionalisti indonesiani, soprattutto all'interno dei movimenti di ispirazione islamica, mentre, di contro, i nazionalisti indonesiani erano incentivati a recarsi in Giappone. Questo incoraggiamento del nazionalismo indonesiano entrava in un contesto molto più ampio, diretto a rivendicare il continente asiatico per gli asiatici. La maggior parte degli indonesiani credettero alle promesse giapponesi di porre fine al sistema di dominio olandese basato su criteri razziali, e per questo motivo gli indonesiani di etnia cinese, che erano il gruppo etnico che più aveva traeva vantaggio da tale sistema, si dimostrarono i più contrari. Un altro gruppo scarsamente propenso all'alleanza con i giapponesi era la resistenza indonesiana di ispirazione comunista, che continuò a seguire una politica fedele al fronte popolare unito proposto dall'Unione Sovietica contro ogni forma di fascismo. L'aggressione espansionistica giapponese in Manciuria e in Cina destarono inoltre non poche preoccupazioni tra la popolazione cinese in Indonesia, che iniziò a raccogliere fondi per sovvenzionare la resistenza anti-giapponese in Indonesia.
Nel novembre del 1941 il Madjlis Rakjat Indonesia, un'organizzazione politica e religiosa indonesiana, sottoscrisse un "memorandum" alle autorità governative coloniali olandesi per richiedere la mobilitazione della popolazione indonesiana per affrontare la minaccia della guerra; tuttavia il "memorandum" fu rifiutato dal momento che gli olandesi non consideravano il movimento del Madjlis Rakjat Indonesia rappresentativo del popolo indonesiano; nel frattempo, nell'arco temporale di pochi mesi, l'esercito giapponese aveva occupato tutto il territorio dell'arcipelago indonesiano.

## L'invasione
L'8 dicembre 1941 i Paesi bassi dichiararono guerra all'Impero giapponese. In gennaio fu costituito l'American-British-Dutch-Australian Command (ABDACOM) per coordinare le forze alleate nel teatro del sud-est asiatico, sotto il comando del generale Archibald Wavell, I conte Wavell. Nelle settimane precedenti l'invasione giapponese, gli ufficiali governativi olandesi fuggirono in esilio in Australia, portando con sé prigionieri politici, familiari e collaboratori. Prima dell'arrivo delle truppe giapponesi, vi furono scontri tra gruppi politici rivali indonesiani che provocarono numerose morti, sparizioni e migliaia di profughi. Tutte le proprietà appartenenti agli olandesi o ai cinesi furono distrutte e saccheggiate.

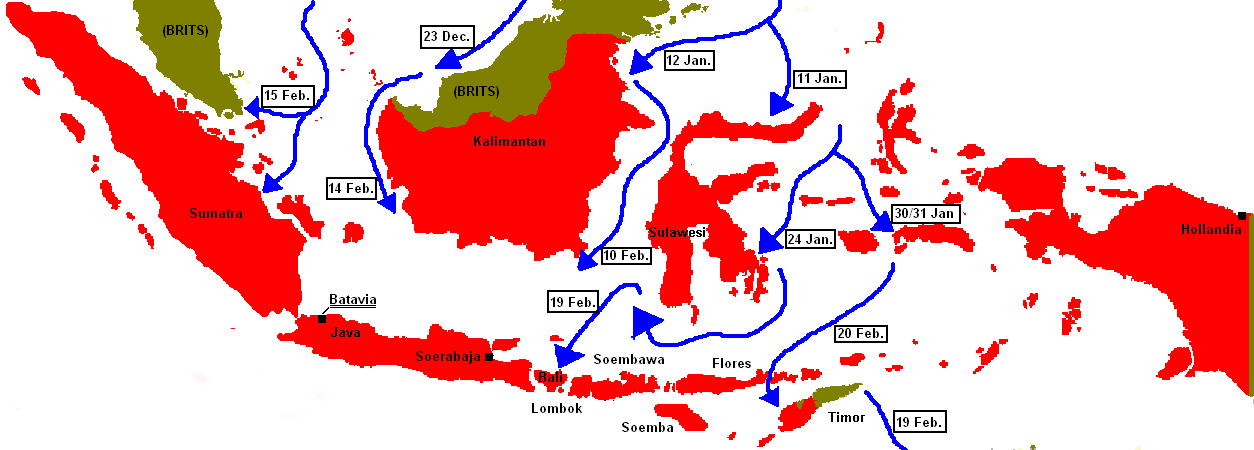
Mappa delle fasi dell'avanzata giapponese in Indonesia

Il 1º marzo 1942, il generale Hitoshi Imamura sbarcò a Giava al comando della XVI° Armata giapponese: l'invasione fu un processo molto veloce e totale, già a partire dal gennaio del 1942 il territorio del Sulawesi e di Kalimantan erano sotto il controllo giapponese. A partire dal mese di febbraio, i giapponesi approdarono sull'isola di Sumatra dove incoraggiarono la popolazione a ribellarsi contro l'autorità coloniale olandese. Il 19 febbraio, dopo aver preso Ambon, le forze giapponesi sbarcarono a Timor, lanciando unità speciali paracadutate che penetrarono fino a Kupang, e scacciarono le forze alleate dall'area di Dili, che avevano occupato la zona in dicembre. Il 27 febbraio 1942, nella battaglia del Mare di Giava, le forze alleate furono definitivamente sconfitte e costrette a ritirarsi. Tra il 28 febbraio al 1º marzo 1942 le operazioni di occupazione furono piuttosto rapide e non incontrarono ostacoli rilevanti; in alcune aree, come nell'isola di Bali. dove non c'erano truppe olandesi, esse si svolsero senza alcun combattimento. Il 9 marzo 1942 il comandante in capo delle truppe olandesi a capo di circa 100.000 soldati, e il governatore-generale Alidius Tjarda van Starkenborgh Stachouwer si arresero all'esercito giapponese, forte di soli 40.000 uomini.

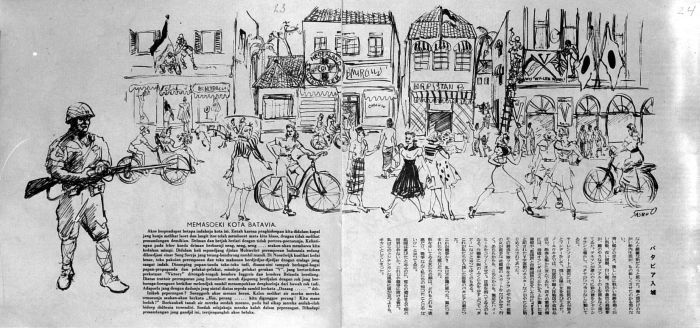
Vignetta propagandistica dell'entrata giapponese a Batavia

## L'occupazione
Ottenuto il controllo sul territorio indonesiano, le autorità militari giapponesi suddivisero l'amministrazione militare in tre aree distinte: Sumatra (e la Malaysia) sotto il controllo della 25ª Armata, l'isola di Giava sotto quello della 16ª Armata e le isole orientali, compresa Kalimantan, sotto il controllo diretto della Marina imperiale giapponese., quest'ultima scelta era finalizzata ad avere una gestione diretta dei campi d'estrazione petroliferi su Kalimantan come Balikpapan.
Le autorità militari giapponesi imposero a tutti i soldati olandesi, così come a quelli di sangue misto, di unirsi all'esercito di occupazione pena la fucilazione. Tutti i cittadini olandesi rimasti, convinti che le forze di occupazione avrebbero utilizzato funzionari olandesi della vecchia amministrazione coloniale per portare avanti la loro macchina amministrativa, e quelli di nazionalità europea furono condotti in "aree di sicurezza" all'interno dei centri urbani, circondate da muraglie di bambù e fio spinato.
Furono predisposte ben otto tipologie di campi di prigionia: il primo tipo ospitava i prigionieri di guerra veri e propri; il secondo ospitava gli alti ufficiali dell'esercito olandese; il terzo tutti i ragazzi dai nove ai quattordici anni che venivano separati dalle loro famiglie mentre quelli oltre i quattordici anni venivano utilizzati nei campi di lavoro e reclusi nei campi di concentramento civili che costituivano il quarto tipo; il quinto tipo ospitava i prigionieri arrestati dalla Kempeitai, la polizia militare giapponese, i cui occupanti erano in maggioranza combattenti della guerriglia anti-giapponese, prigionieri di guerra fuggiti e ricatturati e da spie alleate. Le prigioni ospitavano i normali carcerati abbandonati dagli olandesi. Il settimo tipo ospitava i cittadini appartenenti alle nazioni dell'Asse e dei paesi neutrali, come la Svezia e la Svizzera; l'ultima tipologia era quella che deteneva donne, bambini al di sotto dei nove anni e gli anziani. La maggior parte dei prigionieri erano scarsamente nutriti e furono lasciati con i propri vestiti, sprovvisti di qualsiasi forma di assistenza medica, molti morirono di dissenteria, colera e beri-beri.
Per la popolazione indonesiana la situazione si rivelò molto più complessa del previsto, dal momento che fu subito chiaro che l'occupazione giapponese non avrebbe condotto così presto e così facilmente all'indipendenza dal dominio coloniale. Oltre a ciò, fu evidente sin dall'inizio che la macchina militare e amministrativa delle forze occupanti era priva di linee guida, disorganizzata e carente. Inizialmente, tuttavia, la maggior parte del popolo indonesiano si dimostrò collaborativo, anche a fronte del fatto che la maggior parte dei posti amministrativi e tecnici resi vacanti dalla detenzione degli olandesi vennero distribuiti tra professionisti e burocrati indonesiani.

### La crisi economica
Una delle iniziative più importanti per i giapponesi fu quella di modellare l'economia indonesiana per soddisfare i bisogni legati al loro sforzo bellico, per questo motivo furono introdotti sistemi di controllo sulla produzione che prevedevano soprattutto l'interruzione dei tradizionali circuiti commerciali legati all'esportazione; tali iniziative tuttavia ebbero degli effetti disastrosi. Il Giappone non era infatti in grado di assorbire tutta l'esportazione indonesiana e, a causa dei continui attacchi ai convogli giapponesi da parte dei sottomarini alleati, nemmeno di quella realmente necessaria al suo fabbisogno. A partire dal 1943 la produzione di gomma fu notevolmente ridotta fino ad essere sospesa, così come quella del tè, provocando danni incalcolabili all'economia indonesiana.
Un ulteriore danno fu l'introduzione della moneta corrente del governo di occupazione che provocò una grave inflazione, che, unita all'introduzione del lavoro forzato e della requisizione delle derrate di cibo, fu causa, tra il 1944 ed il 1945 della diffusione della carestia, della corruzione e del mercato nero.